# Festival international d'Hammamet
Le Festival international d'Hammamet (arabe : مهرجان الحمامات الدولي) est un festival annuel de musique et d'art organisé depuis 1964 dans la ville côtière d'Hammamet en Tunisie.
Il se tient aux mois de juillet et août dans l'amphithéâtre de 1 000 places dominant la mer près de Dar Sébastian, une villa rattachée au Centre culturel international de la ville et dominant le golfe d'Hammamet.
Le Centre culturel et le festival sont placés sous la tutelle du ministère de la Culture qui les gère et qui en nomme le directeur. Le financement est composé en majorité de subventions institutionnelles et de partenariats avec des sponsors privés à l'occasion.

## Historique
Le festival s'ouvre en 1965 en accueillant Aly Ben Ayed et Maurice Béjart avant d'inviter d'autres grands noms comme Roger Planchon ou Jean-Marie Serreau. Dès les années 1980, le festival devient pluridisciplinaire avec des personnalités comme Ute Lemper, Míkis Theodorákis, Miriam Makeba ou, plus récemment, Victoria Abril, Emir Kusturica et Tina Arena.
Dans sa 46e édition en 2010, le festival dirigé par Lassaâd Ben Abdallah invite sur scène plusieurs artistes tunisiens et internationaux, dont Anouar Brahem, Raouf Ben Yaghlane, Leila Hjaiej et le groupe de rap français IAM.

## Directeurs
- 1964-1965 : Cecil Hourani
- 1966 : Nacer El Chalouhi
- 1967-1977 : Tahar Guiga
- 1978 : Khalifa Chater
- 1979-1982 : Mohamed Rached Hamzaoui
- 1983 : Taher Labib
- 1984 : Ezzedine Madani
- 1985 : Abdelaziz Kacem
- 1986-1990 : Fredj Chouchane
- 1991 : Wahid Saafi
- 1992-1995 : Mohamed Raja Farhat
- 1995 : Ali Louati
- 1996-2000 : Mohamed Taoufik Besbes
- 2001-2003 : Mohamed Moncef Chatti
- 2004-2005 : Fathi Kharrat
- 2006-2010 : Lassaâd Ben Abdallah
- 2011-2014 : Fethi Haddaoui[3]
- 2014-2015 : Kamel Ferjani[4]
- 2016-2017 : Moez Mrabet[5]
- 2018 : Mounira Mnif[6]
- depuis 2019 : Lassaad Said